# Thelyphonus willeyi
Espèce
Synonymes
- Abalius willeyi Pocock, 1898
- Abaliella willeyi (Pocock, 1898)

Thelyphonus willeyi est une espèce d'uropyges de la famille des Thelyphonidae.

## Distribution
Cette espèce est endémique de Nouvelle-Bretagne en Papouasie-Nouvelle-Guinée.

## Description
L'holotype mesure 22 mm.

## Étymologie
Cette espèce est nommée en l'honneur d'Arthur Willey.

## Publication originale
- Pocock, 1898 : Scorpions, Pedipalpi and spiders collected by Dr Willey in New Britain, the Solomon Islands, Loyalty Islands, etc. Zoological results based on material from New Britain, New Guinea, Loyalty Islands and elsewhere, collected during the years 1895, 1896 and 1897. London, vol. 1 p. 95-120 (texte intégral).